# Arsène Lupin
Arsène Lupin este un personaj literar fictiv, creat de scriitorul francez Maurice Leblanc în povestirea L'Arrestation d'Arsène Lupin, apărută în revista Je sais tout din iulie 1905. Această povestire a fost inclusă apoi în volumul Arsène Lupin gentleman cambrioleur. Personajul a apărut într-o serie de cărți polițiste ale lui Maurice Leblanc, precum și în mai multe cărți necanonice și în numeroase filme, piese de teatru și benzi desenate.

## Prezentare
Un contemporan al lui Sir Arthur Conan Doyle, Maurice Leblanc (1864–1941) a fost creatorul personajului gentlemanului spărgător Arsène Lupin care, în țările francofone, s-a bucurat de o popularitate la fel de îndelungată și de mare ca și Sherlock Holmes în țările vorbitoare de limbă engleză.
Există douăzeci de volume din seria Arsène Lupin scrise de Leblanc însuși, plus cinci continuări autorizate scrise de către echipa de scriitori de romane polițiste care semna Boileau-Narcejac, precum și diferite pastișe.
Personajul Lupin a fost introdus pentru prima dată într-o serie de povestiri serializate în revista Je Sais Tout, începând cu nr. 6, din 15 iulie 1905. El a fost inițial numit Arsène Lopin, până ce un politician local cu același nume a protestat, determinându-l pe autor să schimbe numele personajului. 
Arsène Lupin este un descendent literar al personajului Rocambole al lui Pierre Alexis Ponson du Terrail. Ca și el, el este adesea o forță a binelui, operând pe partea greșită a legii. Cei pe care Lupin îi învinge, mereu cu stilul său galic caracteristic, sunt ticăloși mai mari decât el. Lupin are asemănări cu arhetipul gentlemanului hoț A. J. Raffles al lui E. W. Hornung care a apărut pentru prima dată în Amateur Cracksman din 1899, dar despre ambele creaturi se poate spune că anticipează personaje ulterioare cum ar fi Sfântul.
Personajul Arsène Lupin ar putea fi inspirat și din anarhistul francez Marius Jacob, al cărui proces a captat prima pagină a ziarelor în martie 1905, dar Leblanc a citit și Les 21 jours d'un neurasthénique (1901) a lui Octave Mirbeau unde apare un gentleman hoț pe nume Arthur Lebeau, și a văzut comedia Scrupules (1902) a lui Mirbeau, al cărei personaj principal este un gentleman hoț.
Ultima carte oficială, "Les Milliards d'Arsène Lupin", a fost publicată fără capitolul IX "The Safe (IX. Les coffres-forts)" și apoi cartea a fost publicată astfel la cererea fiului lui Maurice Leblanc. Cu toate acestea, în 2002, prin eforturile unor fani ai lui Lupin și a traducătorului coreean Sung Gwi-Su, partea lipsă a fost restaurată și colecția completă a lui Arsène Lupin a fost publicate mai întâi în Coreea, la Editura Kkachi.

## Descriere

### Fizic
Arsène Lupin are particularitatea de a se deghiza, a-și schimba îmbrăcămintea sau chiar a se transforma în funcție de personajul pe care îl încarnează. Este deci destul de dificil să se facă o descriere exactă. Cu toate acestea, în mod natural, este vorba, se pare, de un personaj frumos și de o forță neobișnuită, ca urmare a antrenamentului său.

### Personalitate
Latura sa copilărească ca și o latură mai întunecată, oscilarea sa constantă între aristocrație (Raoul d'Andrésy) și plebe (Arsène Lupin), un caracter seducător și misterios, i-au asigurat succesul în rândul numeroșilor cititori.
Lupin își dovedește talentul în numeroasele aventuri care urmează cronologic și au loc în Franța din perioada Belle Époque și, apoi în Années Folles. Nicio enigmă nu scapă înțelegerii personajului, chiar dacă nimeni nu a reușit să o rezolve după căderea regilor Franței, ca în L'Aiguille creuse.
Într-adevăr, aversiunea sa față de crimă și respectul pentru femei îl face să fie foarte simpatic și astăzi pentru un public larg: el restituie unele bijuterii furate de la femei frumoase doar pentru a obține de la acestea un mic zâmbet. Șarmant, el nu este decât un seducător infailibil, ceea ce-i conferă personajului o dimensiune mai umană în comparație cu alte personaje literare.
El dă dovadă și de patriotism, mai ales în timpul episoadelor situate în perioada Primului Război Mondial. Ia inițiativa mai multor operațiuni diplomatice în favoarea Franței, care ar fi schimbat, după cum a spus el, cursul războiului. El s-a înrolat în Legiunea Străină și a luptat de partea Franței în Africa de Nord (Les Dents du tigre).

### Pseudonimele lui Arsène Lupin
Anii provin din La Vie criminelle d’Arsène Lupin de 1874 à 1912, încercare de biografie redactată de Francis Lacassin în volumul 3 al colecției integrale Arsène Lupin, publicată în 1986 în colecția « Bouquins » des éditions Robert Laffont. Această biografie este contestată de André-François Ruaud, care a publicat în patru rânduri o cronologie diferită a gentlemanului-spărgător (vezi Arsène Lupin, une vie, Les Moutons électriques, 2011). Sunt luate în calcul doar pseudonimele personajului din romanele, povestirile și piesele de teatru ale lui Maurice Leblanc.
- Raoul de Limézy, utilizat începând din 1880 când mama sa și-a reluat « numele de fată » în timp ce se prezenta ca fiind văduvă
- Vicontele d’Andrésy, în timpul căsătoriei sale cu Clarisse d’Étigues din 1894 (în La Comtesse de Cagliostro)
- Maxime Bermond, architect, din 1895 în 1905 (în Femeia blondă din Arsène Lupin contra lui Herlock Sholmès)
- Horace Velmont, în 1898, apoi în 1900 (în L’Anneau nuptial), în 1903 (în Herlock Sholmès arrive trop tard) și în 1941 (Les Milliards d’Arsène Lupin; în această povestire, Lupin și-a spus în batjocură: « arhiduce d'Auteuil-Longchamp ». El semnează, de asemenea, un document american: « Paule Sinner », o anagramă a numelui său, care se poate traduce prin « Paule păcătoasa »)
- Raoul d’Andrésy, în 1899 (în La Comtesse de Cagliostro)
- Jean Daspry, în 1899 (în Le Sept de cœur)
- Contele d’Andrésy, în 1900 (în L’Arrestation d’Arsène Lupin și Le Retour d'Arsène Lupin)
- Désiré Baudru[1], în 1902 (în L’Évasion d’Arsène Lupin)
- Cavalerul Floriani, în 1903 (în Le Collier de la Reine)
- Căpitanul Janniot, în 1903 (în nouvelle Le Signe de l’ombre)
- Guillaume Berlat, în 1903 (în Le Mystérieux Voyageur)
- Jacques, duce de Charmerace, în 1903-1904 (în piesa de teatru Arsène Lupin)
- Michel Beaumont, colecționar, în 1904-1905 (în Le Bouchon de cristal)
- M. Nicole, licențiat în litere, în 1904-1905 (în Le Bouchon de cristal)
- Colonelul Sparmiento, bogătaș brazilian, în 1904-1905 (în Édith au cou de cygne)
- Jacques d’Emboise, în 1905 (în Le Mariage d’Arsène Lupin)
- Paul Daubreuil, în 1905 (în L’Écharpe de soie rouge)
- M. Lenormand, subșef apoi șef al Siguranței, din 1906 în 1912 (în La Double Vie d’Arsène Lupin, din 813)
- Étienne de Vaudreix, în 1907 (în L’Aiguille creuse)
- Baronul Anfredi, în 1908 (în L’Aiguille creuse)
- Louis Valméras, în 1908 (în L’Aiguille creuse)
- Baronul Raoul de Limézy, în 1909 (în La Demoiselle aux yeux verts)
- Prințul Paul Sernine (anagramă a lui Arsène Lupin) din 1910 în 1912 (în La Dame à la hache și 813)
- Prințul Serge Rénine, identitate alternativă la Paul Sernine, în 1910 (în Les Huit Coups de l’horloge)
- André Beauny, în 1912 (în 813)
- Don Luis Perenna (anagramă a lui Arsène Lupin), peruvian și Grande al Spaniei, din 1912 în 1919 (în Les Dents du Tigre, Le Triangle d’or, L’Île aux trente cercueils), apoi în 1925 (în La Femme aux deux sourires)
- Jim Barnett, detectiv, în 1925-1926 (în L'Agence Barnett et Cie)
- « Cei patru Raoul », în 1927, în La Cagliostro se venge: Raoul de Limésy, Raoul d’Avenac, Raoul d’Enneris (cvasi-anagramă a lui Arsène Lupin) și Raoul d’Averny (doar acesta din urmă fiind utilizat în tot decursul romanului).
- Raoul d’Avenac, în 1930 (La Barre-y-va)
- Baronul Jean d'Enneris, în 1928 (La Demeure mystérieuse), apoi în 1930 (Le Cabochon d'émeraude)
- Victor Hautin, în 1933 (Victor de la Brigade mondaine)
- Marcos Avisto, în 1933, de naționalitate peruviană (Victor de la Brigade mondaine)

### Familie
Biograful André-François Ruaud a dezvăluit că un strămoș al lui Lupin a fost general în timpul lui Napoleon, după cum a scris Leblanc într-un manuscris nepublicat (Le Dernier amour d'Arsène Lupin), iar alți Lupini apar în memoriul lui Goron și în Comedia umană a lui Balzac (în Arsène Lupin, une vie).
În 1967, autorul de manga Monkey Punch a creat un nepot al gentlemanului-spărgător. El a publicat o bandă desenată japoneză care povestește isprăvile lui Lupin al III-lea, descendent al lui Arsène Lupin. Din cauza problemelor legate de drepturile de autor, seria va purta diferite denumiri: Rupan III în Japonia, The Wolf în Statele Unite ale Americii (din latinescul "lupus"!), Vidocq, Edgar de la cambriole sau Edgar détective-cambrioleur în Franța. O primă serie de 129 de episoade a fost publicată din 1967 în 1972, o a doua serie (Shin Lupin III) din 1977 în 1981 și o treia serie scenarizată de Takaguchi și desenată de Shusay a început în 1997. Există, de asemenea, mai multe adaptări animate ale acestei serii.

## Arsène Lupin și Sherlock Holmes
Leblanc a introdus personajul Sherlock Holmes ca adversar al lui Lupin în povestirea Sherlock Holmes arrives too late, publicată în Je Sais Tout, nr. 17, din 15 iunie 1906. În acea povestire, Holmes întâlnește pentru prima dată un tânăr Lupin. Ca urmare a obiecțiilor juridice formulate de Conan Doyle, numele personajului a fost schimbat în "Herlock Sholmes" atunci când povestirea a fost cuprinsă într-un volum. 
Sholmes s-a întors în două povestiri cuprinse în volumul 2, Arsène Lupin contra lui Herlock Sholmes, și apoi ca personaj invitat în competiția pentru aflarea secretului acului scobit în L'Aiguille creuse. Povestirea Arsène Lupin contra lui Herlock Sholmes a fost publicată în SUA în 1910 sub titlul The Blonde Lady, fiind folosite numele de "Holmlock Shears" pentru Sherlock Holmes și "Wilson" pentru Watson.
În 813, Lupin reușește să rezolve o ghicitoare de care Herlock Sholmes nu a fost capabil să-și dea seama.
Sherlock Holmes, de data aceasta cu numele său real și însoțit de personaje familiare ca Watson și Lestrade, s-a confruntat, de asemenea, cu Arsène Lupin în jocul de aventură 3D Sherlock Holmes versus Arsène Lupin (2008). În acest joc, Holmes (și, ocazional, altele) încearcă să-l oprească pe Lupin să fure cinci obiecte britanice valoroase. Lupin vrea să fure acele obiecte pentru a umili Marea Britanie, dar el îl admiră pe Holmes și-l provoacă astfel pentru a încerca să-l oprească.
Într-o nuvelă intitulată "The Prisoner of the Tower, or A Short But Beautiful Journey of Three Wise Men" și publicată de Boris Akunin în anul 2008 în Rusia ca încheiere a cărții "Jade Rosary Beads", Sherlock Holmes și Erast Fandorin se opun lui Arsène Lupin la 31 decembrie 1899.

## Elemente de fantezie
Mai multe romane cu Arsène Lupin conțin unele elemente interesante de fantezie: o "piatră-zeu" radioactivă care vindecă oamenii și cauzează mutații este obiectul unei lupte în L’Île aux trente cercueils; secretul Fântânii Tinereții, un izvor de apă minerală ascuns sub un lac din Auvergne, este scopul urmărit de către protagoniștii din La Demoiselle aux yeux verts; în sfârșit, în La Comtesse de Cagliostro, dușmanul și iubita lui Lupin nu este nimeni alta decât Joséphine Balsamo, pretinsa nepoată a lui însuși Cagliostro.

## Opere literare și artistice în care apare personajul

### Romane și povestiri de Maurice Leblanc
- L'Arrestation d'Arsène Lupin (15 iulie 1905) (prima aventură apărută în « Je sais tout », nu avea prevăzută nicio continuare; ea a fost adăugată mai târziu în colecția Arsène Lupin gentleman cambrioleur)
- Arsène Lupin gentleman cambrioleur (1907) - colecție de 9 povestiri
- Arsène Lupin contre Herlock Sholmès (1908) o colecție de 2 povestiri, tradusă în română ca Arsène Lupin contra lui Herlock Sholmes
- L'Aiguille creuse (1909), roman tradus în română ca Arsène Lupin și enigma acului scobit
- 813 (1910), în română Afacerea Kesselbach a fost reeditat în 1917 în două volume:
  - La Double Vie d’Arsène Lupin
  - Les Trois Crimes d’Arsène Lupin
- Les Confidences d'Arsène Lupin (1911-1913, în română Confesiunile lui Arsène Lupin) - colecție de 9 povestiri
- Le Bouchon de cristal (1912) a fost tradus Arsène Lupin și dopul de cristal
- L'Éclat d'obus (1915)
- Le Triangle d'or (1917)
- L'Île aux trente cercueils (1919)
- Les Dents du tigre (1920)
- Les Huit Coups de l'horloge (1923) - colecție de 8 povestiri
- La Comtesse de Cagliostro (1924) tradus
- La Demoiselle aux yeux verts (1927)
- L'Homme à la peau de bique ([1927)
- L’Agence Barnett et Cie. (1928) - colecție de 8 povestiri
- La Demeure mystérieuse (1928)
- La Barre y va (1930) tradus ca Misterul de la Barre-y-va
- Le Cabochon d'émeraude (1930)
- La Femme aux deux sourires (1932)
- Victor de la Brigade mondaine (1934)
- La Cagliostro se venge (1935)
- Les Milliards d'Arsène Lupin (scrisă de Maurice Leblanc în colaborare cu fiica sa, Marie-Louise[2], 1939)
- Le Dernier Amour d'Arsène Lupin (nepublicat)

La acestea mai poate fi adăugat Dorothée, Danseuse de Corde (1923), care nu este un roman cu Arsène Lupin, dar eroina sa eponimă rezolvă unul dintre cele patru secrete fabuloase ale lui Lupin.

### Romane și povestiri ale altor scriitori
- de Boileau-Narcejac:
  - Le Secret d’Eunerville (1973) - roman apărut inițial în foileton în hebdomadarul Télé 7 Jours
  - La Poudrière (1974)
  - Le Second visage d’Arsène Lupin (1975)
  - La Justice d’Arsène Lupin (1977)
  - Le Serment d’Arsène Lupin (1979)

- de alți autori:
  - The Adventure of the Clothes-Line de Carolyn Wells - în The Century (1915)
  - The Silver Hair Crime de Nick Carter - în New Magnet Library No. 1282 (1930)
  - Aristide Dupin care apare în Union Jack nr. 1481, 1483, 1489, 1493 și 1498 (1932) în colecția Sexton Blake a lui Gwyn Evans
  - La Clé est sous le paillasson de Marcel Aymé (1934)
  - Gaspard Zemba care apare în The Shadow Magazine (1 decembrie 1935) de Walter Gibson
  - Arsène Lupin versus Colonel Linnaus de Anthony Boucher (în Ellery Queen’s Mystery Magazine, vol. 5 n°19 noiembrie 1944)
  - L’Affaire Oliveira - povestire de Thomas Narcejac în Confidences dans ma nuit (1946)
  - Le Gentleman en Noir de Claude Ferny (c. 1950) - 2 povestiri
  - International Investigators, Inc. de Edward G. Ashton - în Ellery Queen’s Mystery Magazine (1952)
  - Le Secret des rois de France ou La Véritable identité d’Arsène Lupin de Valère Catogan (1955)
  - In Compartment 813 de Arthur Porges - în Ellery Queen’s Mystery Magazine (iunie 1966)
  - Arsène Lupin, gentleman de la nuit de Jean-Claude Lamy (1983)
  - auguste Lupa în Son of Holmes (1986) și Rasputin’s Revenge (1987) de John Lescroart
  - Arsène Lupin et le mystère d'Arsonval de Michel Zink
  - Qui fait peur à Virginia Woolf ? (… Élémentaire mon cher Lupin !) de Gabriel Thoveron
  - Crimes parfaits de Christian Poslaniec
  - La Dent de Jane de Daniel Salmon (2001)
  - mai multe povestiri în Tales of the Shadowmen, serie de volume editate de Jean-Marc Lofficier și Randy Lofficier, Black Coat Press (din 2005)
  - Les Lupins de Vincent (Caroline și Didier Cayol, 2006)
  - Code Lupin de Michel Bussi (2006) - roman polițist contemporan în stilul lui Arsène Lupin
  - L'Église creuse de Patrick Genevaux (Éditions L'Oeil du Sphinx, 2009) - povestire în volumul Rêves de Razès

### Piese de teatru și radiofonice
- Arsène Lupin - piesă în 4 acte de Francis de Croisset și Maurice Leblanc, jucată la 28 octombrie 1908, la Ateneul din Paris
- Une Aventure d'Arsène Lupin - text nepublicat și pierdut; scheci de Maurice Leblanc pentru spectacolul de revistă în 2 acte, Elle a le sourire, în 12 tablouri de Wilned și cu o muzică de José, reprezentat de la 15 septembrie la 15 octombrie 1911. O notă a lui Francis Lacassin din bibliografia sa a lui Arsène Lupin, adăugată în al volumul III al ediției Arsène Lupin (Robert Laffont; colecția Bouquins; 1986; p. 1020.) face un rezumat, extras din Comœdia din 17 septembrie 1911 : Lupin se furișează la burghezi pentru a fura un colier de perle. El îi prinde pe agenții de poliție veniți să-l aresteze.
- Le Retour d’Arsène Lupin - piesă într-un act de Francis de Croisset și Maurice Leblanc. Piesă într-un act jucată pentru prima dată la 16 septembrie 1911, la Théâtre de la Cigale din Paris.
- Peggy rencontre de nouveau Arsène Lupin - text nepublicat de Maurice Leblanc; piesă radiofonică într-un act, care a fost difuzată de Radio Cité la 27 martie 1936.
- Arsène Lupin contre Herlock Sholmès - piesă de Victor Darlay și Henry de Gorsse, inspirată din romanul omonim: Arsène Lupin contre Herlock Sholmès. Piesă în 4 acte și 15 tablouri, reprezentată pentru prima oară la Théâtre du Chatelet, la 28 octombrie 1910. Apărută în volum in-4° la editura Firmin-Didot în 1911.

### Operetă
- Arsène Lupin banquier de Yves Mirande și Albert Willemetz, libret de Marcel Lattès, cu Albert Willemetz și Charles-Louis Pothier. Operetă în trei acte, jucată pentru prima oară la 7 mai 1930 la Théâtre des Bouffes Parisiennes din Paris.

### Eseuri
- Le Secret des rois de France ou la véritable identité d’Arsène Lupin de Valère Catogan (1955) - eseu romanțat
- Arsène Lupin, gentilhomme philosopheur de François George și André Comte-Sponville (1996)
- Arsène Lupin Supérieur Inconnu - La Clé de l'œuvre codée de Maurice Leblanc de Patrick Ferté - eseu tratând aspectul ezoteric al operei lui Maurice Leblanc
- Le Véritable secret des rois de France de Arnaud de l'Estoile (2009) - studiu analizând contextul ezoteric al gestului « lupinian »
- Arsène Lupin, une vie de André-François Ruaud (2011) - studiu foarte complet despre activitatea lui Lupin, despre opera lui Leblanc, sub forma unei veritabile biografii și al unei analize a figurii gentlemanului hoț

### Benzi desenate
- Arsène Lupin, text de Georges Cheylard, desene de Bourdin. France-Soir în perioada 1948-1949.
- Arsène Lupin, text & desene de Jacques Blondeau. Benzi desenate publicate zilnic în Le Parisien Libéré (575 numere) în perioada 1956-1958.
- Arsène Lupin contre Herlock Sholmès: La Dame blonde, text de Joëlle Gilles, desene de Gilles & B. Cado, publicate de autori, 1983.
- Arsène Lupin, text adaptat de André-Paul Duchateau, publicat de C. Lefrancq.
  1. Le Bouchon de cristal (desenat de Jacques Géron, 1989)
  2. 813 - La Double Vie d'Arsène Lupin (desenat de Jacques Géron, 1990)
  3. 813 - Les Trois crimes d'Arsène Lupin (desenat de Jacques Géron, 1991)
  4. La Demoiselle aux yeux verts (desenat de Jacques Géron, 1992)
  5. L'Aiguille creuse (desenat de Jacques Géron, 1994)
  6. Victor de la Brigade Mondaine (desenat de Erwin Drèze, 1998)
- Arsène Lupin adaptat de Go Nagai (inedit în franceză)[3].
- Arpin Lusène este un personaj din benzile desenate cu Donald Duck & Co The Black Knight (1997), Attaaaaaack! (2000) și The Black Knight GLORPS again! (2004) de Don Rosa.
- În The League of Extraordinary Gentlemen: Black Dossier a lui Alan Moore', Lupin este prezentat ca un membru al Les Hommes Mysterieux, societatea franceză analoagă a britanicei League of Extraordinary Gentlemen.
- Kaito Kid din seriile manga Magic Kaito și Detective Conan este adesea comparat cu Arsène Lupin. Lupin este evidențiat în volumul 4 al ediției manga cu detectivul al "Gosho Aoyoma's Mystery Library", o secțiune a romanelor grafice (de obicei ultima pagină) în care autorul introduce un detectiv diferit (sau, în acest caz, un ticălos / detectiv) din literatură.

### Filme de cinema
- The Gentleman Burglar (alb-negru, SUA, 1908) cu William Ranows
- Arsène Lupin (alb-negru, Franța, 1914) cu Georges Tréville
- Arsène Lupin (alb-negru, Marea Britanie, 1915) cu Gerald Ames
- The Gentleman Burglar (alb-negru, SUA, 1915) cu William Stowell
- Arsène Lupin (alb-negru, SUA, 1917) cu Earle Williams
- The Teeth of the Tiger (alb-negru, SUA, 1919) cu David Powell
- 813 (alb-negru, SUA, 1920) cu Wedgewood Newel
- Les Dernières aventures d'Arsène Lupin (alb-negru, Franța/Ungaria, 1921)
- 813 - Rupimono (alb-negru, Japonia, 1923) cu Minami Mitsuaki
- Arsène Lupin (alb-negru, SUA, Jack Conway, 1932) cu John Barrymore
- Le Retour d'Arsène Lupin (alb-negru, SUA, George Fitzmaurice, 1936) cu Melvyn Douglas
- Arsène Lupin détective (alb-negru, Franța, Henri Diamant-Berger, 1937) cu Jules Berry
- Enter Arsène Lupin (alb-negru, SUA, 1944) cu Charles Korvin
- Arsenio Lupin (alb-negru, Mexic, 1945) cu R. Pereda
- Nanatsu-no Houseki (alb-negru, Japonia, 1950) cu Keiji Sada
- Tora no-Kiba (alb-negru, Japonia, 1951) cu Ken Uehara
- Kao-no Nai Otoko (alb-negru, Japonia, 1955) cu Eiji Okada
- Les Aventures d'Arsène Lupin (color, Jacques Becker, 1956) cu Robert Lamoureux
- Signé Arsène Lupin (alb-negru, Franța, Yves Robert, 1959) cu Robert Lamoureux
- Arsène Lupin contre Arsène Lupin (alb-negru, Franța, Édouard Molinaro, 1962) cu Jean-Pierre Cassel și Jean-Claude Brialy
- Arsène Lupin (coproducție, Jean-Paul Salomé, 2004) cu Romain Duris
- Lupin no Kiganjo (Japonia, 2011) cu Kōichi Yamadera

### Seriale de desene animate
- Les Exploits d’Arsène Lupin (François Brisson, Pascal Morelli, 1996) - 26 episoade de câte 24 min., produs de Cinar & France-Animation
- Lupin III, nepotul lui Arsène Lupin, personaj creat de Monkey Punch pentru un serial manga, anime și filme cu acțiunea în Japonia și în alte părți ale lumii. Hayao Miyazaki a regizat unul dintre cele mai aclamate filme ale seriei, The Castle of Cagliostro, și mai multe episoade pentru televiziune. Deoarece Monkey Punch nu a cerut permisiunea de a folosi numele personajului de la moștenitorii lui Leblanc, personajul a fost redenumit în adaptările în limba engleză și în serialul anime difuzat de televiziunea franceză.
- În episodul 3 din Soul Eater, Death The Kid și surorile Thompson sunt reprezentați urmărind forma demonică a lui Arsène Lupin astfel încât surorile să-l prindă și să-i devoreze sufletul. Când Death The Kid începe să intre în panică cu privire la lipsa de simetrie cu surorile și cu aparițiile lor, Lupin scapă printr-o gură de acces și nu mai este văzut în restul episodului.
- În episodul 5 din Hidan no Aria, Riko Mine relevă faptul că ea este o descendentă a lui Arsène Lupin după ce a deturnat avionul luat de Aria. Ea dezvăluie și identitatea lui Aria ca descendentă a lui Sherlock Holmes.

### Seriale de televiziune
- Arsène Lupin (1957) (telenovelă braziliană)
- Arsène Lupin (René Verne, 1960)
- Arsène Lupin (Jacques Nahum, 1971-1974) - 26 episoade de câte 60 min., cu Georges Descrières [4]
- L'Île aux trente cercueils (1979) - 6 episoade de câte 60 min. (personajul Lupin, care apare doar la sfârșitul romanului, a fost exclus cu totul)
- Arsène Lupin joue et perd (Alexandre Astruc și Roland Laudenbach, 1980) - 6 episoade de câte 52 min., cu Jean-Claude Brialy (adaptare a romanului 813)
- Le Retour d'Arsène Lupin (Jacques Nahum, 1989-1990) - 12 episoade de câte 90 min., cu François Dunoyer
- Les Nouveaux Exploits d’Arsène Lupin (Jacques Nahum, 1995-1996) - 8 episoade de câte 90 min., cu François Dunoyer
- Lupin (Filipine, 2007) - cu Richard Gutierrez

### Seriale radiofonice
- Arsène Lupin: un grand nombre d'aventures sont adaptées par Jean Marcillac, sur France Inter. La série est réalisée par Abder Isker et s'étend de mars 1960 à juillet 1961. Michel Roux prête sa voix à Arsène Lupin. Aventures disponibles auprès des Archives INA.

### Discuri
- La Demeure mystérieuse (3 CD); text prescurtat; lectură de Jacques Gamblin; Livraphone LIV 7014 (2001);
- L'Aiguille creuse (6 CD); text integral; Livraphone LIV167C (2004)
- La Demoiselle aux yeux verts (6 CD); text integral; Livraphone (2004) EAN 3358950000197
- La Barre y va (5 CD); text integral; Livraphone (2004) EAN 3358950000319

### Jocuri video
- Sherlock Holmes versus Arsène Lupin (cunoscut în America de Nord și în unele părți ale Angliei ca Sherlock Holmes: Nemesis) este un joc de aventură pentru calculatoare compatibile Windows. Acesta a fost dezvoltat de studioul de jocuri Frogwares și a fost lansat în octombrie 2007. Jocul îi urmărește pe Holmes și Watson, iar Holmes este provocat de legendarul gentleman spărgător Arsène Lupin, care amenință să fure cea mai valoroasă comoară din Anglia.[5]

### Pastișe
- Două episoade din Gigi prezintă un « Arsène Lapin » (și fiii săi) care este o imitație perfectă a lui Arsène Lupin: un hoț bogat care realizează furturi îndrăznețe, doar pentru a se distra. În primul episod, el se lasă oprit de Gigi, de care se îndrăgostește la prima vedere, în următorul, Gigi îi devine rival și îl face să redevină cinstit.
- În benzile sale desenate, Keno Don Rosa introduce ocazional personajul Lucien Arpène (imitație a lui Arsène Lupin), inamicul lui Balthazar Picsou, bogat spărgător francez ce ia identitatea « cavalerului negru » atunci când poartă armura acoperită cu solventul universal inventat de Géo Trouvetout.
- Arsène Lupin este menționat ca bunic al lui Lupin III din serialele manga și anime japoneze cu același nume. Acest serial, creat de Kazuhiko Kato sub pseudonimul de Monkey Punch, a apărut în Franța sub numele de Edgar de la Cambriole[6]. El a dus la realizarea unuia dintre primele filme de animație ale lui Hayao Miyazaki: The Castle of Cagliostro.
- Arsène Lupin și Sherlock Holmes au fost sursele de inspirație ale popularului serial manga japonez Detective Conan. Kaitou Kid (provenind din Magic Kaito) seamănă și îl reprezintă pe Lupin, în timp ce Conan Edogawa seamănă și îl reprezintă pe Sherlock Holmes.
- În Adventure of The Doraemons, pisica robot The Mysterious Thief Dorapent seamănă cu Lupin.
- O parodie animală amuzantă a lui Arsène Lupin este Arpine Lusène din Scrooge McDuck Universe.
- Tuxedo Mask din popularele seriale manga și anime japoneze Sailor Moon seamănă și el cu Arsène Lupin.